# Amphelasma
Amphelasma is een geslacht van kevers uit de familie bladkevers (Chrysomelidae).
De wetenschappelijke naam van het geslacht werd in 1947 gepubliceerd door Barber.

## Soorten
- Amphelasma cavum (Say, 1835)
- Amphelasma decoratum (Jacoby, 1887)
- Amphelasma granulatum (Jacoby, 1887)
- Amphelasma junctolineum (Bowditch, 1911)
- Amphelasma maculicolle (Jacoby, 1887)
- Amphelasma nigrolineatum (Jacoby, 1878)
- Amphelasma sexlineatum (Jacoby, 1887)
- Amphelasma smithi (Jacoby, 1892)
- Amphelasma trilineatum (Jacoby, 1887)
- Amphelasma unilineatum (Jacoby, 1887)
- Amphelasma unistriatum (Jacoby, 1887)